# バーレーン・ナショナル・スタジアム
バーレーン・ナショナル・スタジアム（英: Bahrain National Stadium）は、バーレーンのリファーにある多目的スタジアムである。
主にサッカーの試合に用いられる。バーレーン・プレミアリーグに所属するアル・リファーSCがホームスタジアムとして使用する他、サッカーバーレーン代表のホームスタジアムとして利用される。